# Флаг Сандовского района
Флаг муниципального образования «Са́ндовский район» Тверской области Российской Федерации — опознавательно-правовой знак, являющийся символом общественно-исторического и административного статуса.
Флаг утверждён 29 апреля 2003 года и внесён в Государственный геральдический регистр Российской Федерации с присвоением регистрационного номера 1294.

## Описание
«Прямоугольное полотнище, состоящее из двух горизонтальных полос: жёлтого (вверху, шириной 5/9 высоты полотнища) и зелёного цветов. В центре жёлтой полосы — пчела натуральных цветов. В центре зелёной полосы — два жёлтых листа трилистника».

## Символика
Зелёный цвет в геральдике считается символом земного богатства, красоты природы, развитости сельского хозяйства. Он связан со свежестью и весной, радостью и надеждой. На зелёном поле помещены два жёлтых листка клевера. Клевер — одна из древнейших эмблем единства и гармонии. Как важная кормовая культура клевер считается символом животноводства. Жёлтый (золотой) цвет клевера и верхней части щита, символизирует совершенство и богатство.
Пчела в геральдике считается символом трудолюбия, неутомимости в работе, экологической чистоты, корпоративности, любви к порядку и прилежанию. В европейской традиции слово «пчела» было синонимом выражения «графское достоинство», что сделало эту эмблему знаком аристократии